# Степанян, Сурен Левонович
Сурен Левонович Степанян (арм. Սուրեն Լևոնի Ստեփանյան; 10 (22) июня 1895 год, Елизаветполь — 29 декабря 1971, Ереван) — советский армянский скульптор, народный художник Армянской ССР (1950).

## Биография
Сурен Степанян родился 10 (22) июня 1895 года в Елизаветполе (ныне Гянджа, Азербайджан).
Начал самостоятельно заниматься скульптурой.
В 1915 году поступил в Петербургский университет. Одновременно посещал частную школу скульптора Л. В. Шервуда, где, по собственному признанию, «освободившись от поверхностного наблюдения формы, перешёл к восприятию содержания, объёма и плоскостного построения». В 1918—1920 годах учился в Тифлисе в художественной школе Кавказского общества поощрения изящных искусств. В 1920 году работал в мастерских бакинского филиала «Окон РОСТА» – студии «ХОБР БАККАВРОСТА». Затем поступил в московский Вхутемас, где учился у Б. Д. Королёва.
В 1925 году окончил вуз (дипломная работа — «Крестьянка») и вернулся в Гянджу, а в 1927 году переехал в Ереван, где работал в мастерской А. О. Таманяна.
С 1926 года участвовал в художественных выставках. Тяготел к реализму. Одной из первых его серьёзных монументальных работ стал памятник Гукасу Гукасяну в Ереване (гранит, 1934, ныне утрачен). Был авторам памятника В. И. Ленину в Горисе (базальт, 1940, ныне утрачен) и памятника Хачатуру Абовяну в Ереване (бронза, 1950). Выполнил свыше 500 портретов деятелей армянской культуры и множество станковых композиций. По утверждению Большой российской энциклопедии, портреты скульптора «отмечены остротой психологической характеристики, стремлением подчеркнуть пластическое своеобразие модели».
В 1945—1971 годах преподавал в Ереванском художественно-театральном институте (с 1947 года профессор). Автор работ по истории искусства.
В 1965 году в Ереване проходила персональная выставка Сурена Степаняна. Его работы хранятся в Национальной картинной галерее Армении, Музее литературы и искусства имени Егише Чаренца и в Музее Востока в Москве.

## Награды и звания
- Народный художник Армянской ССР (1950)[3]
- Заслуженный деятель искусств Армянской ССР[6]
- Орден «Знак Почёта» (04.11.1939) — «за выдающиеся заслуги в деле развития армянского театрального и музыкального искусства»

## Галерея работ

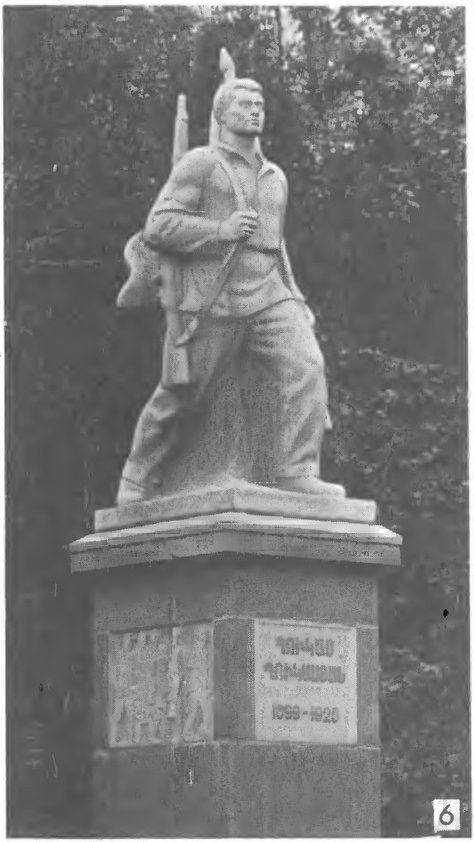
Памятник Гукасу Гукасяну
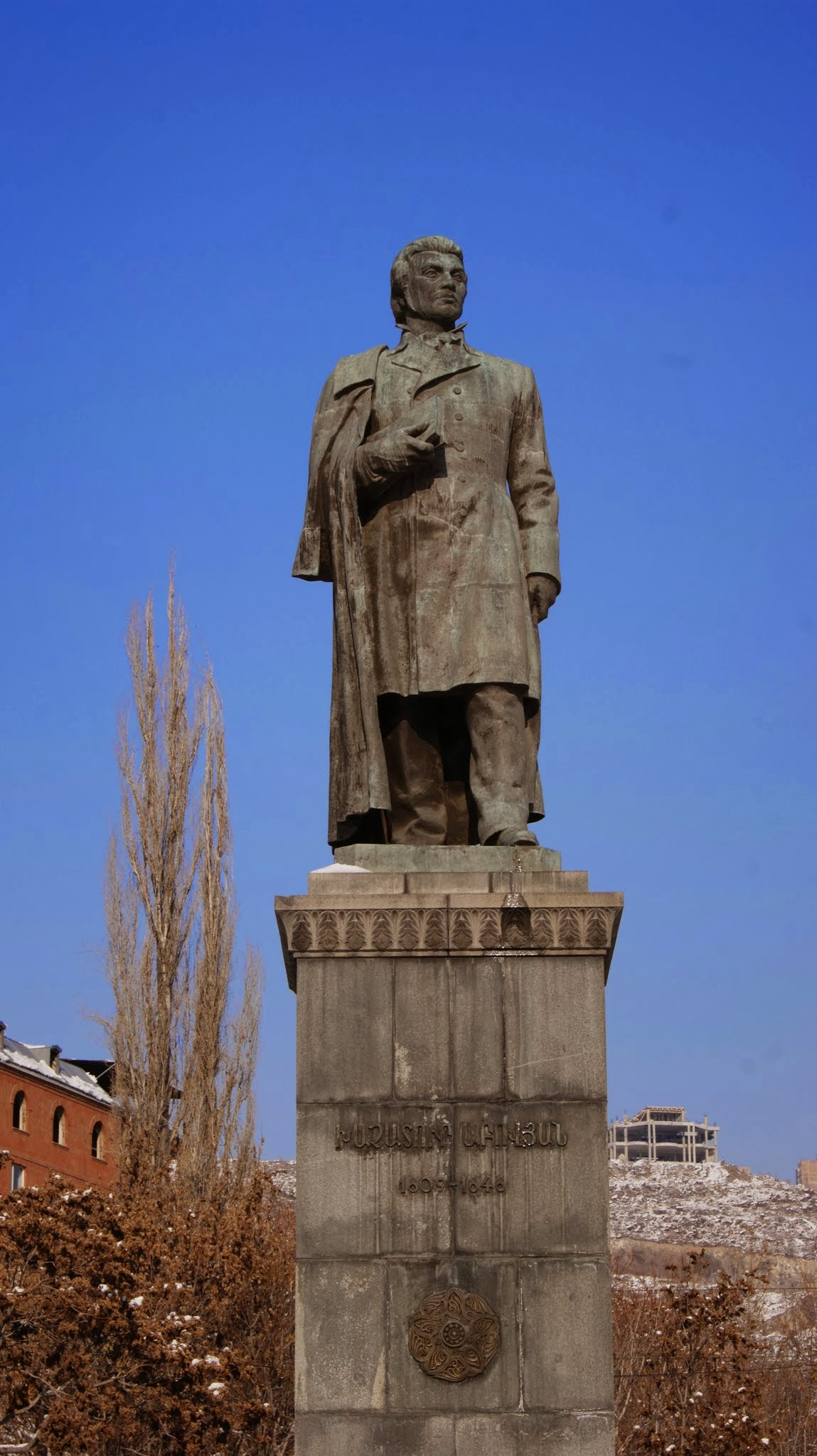
Памятник Хачатуру Абовяну
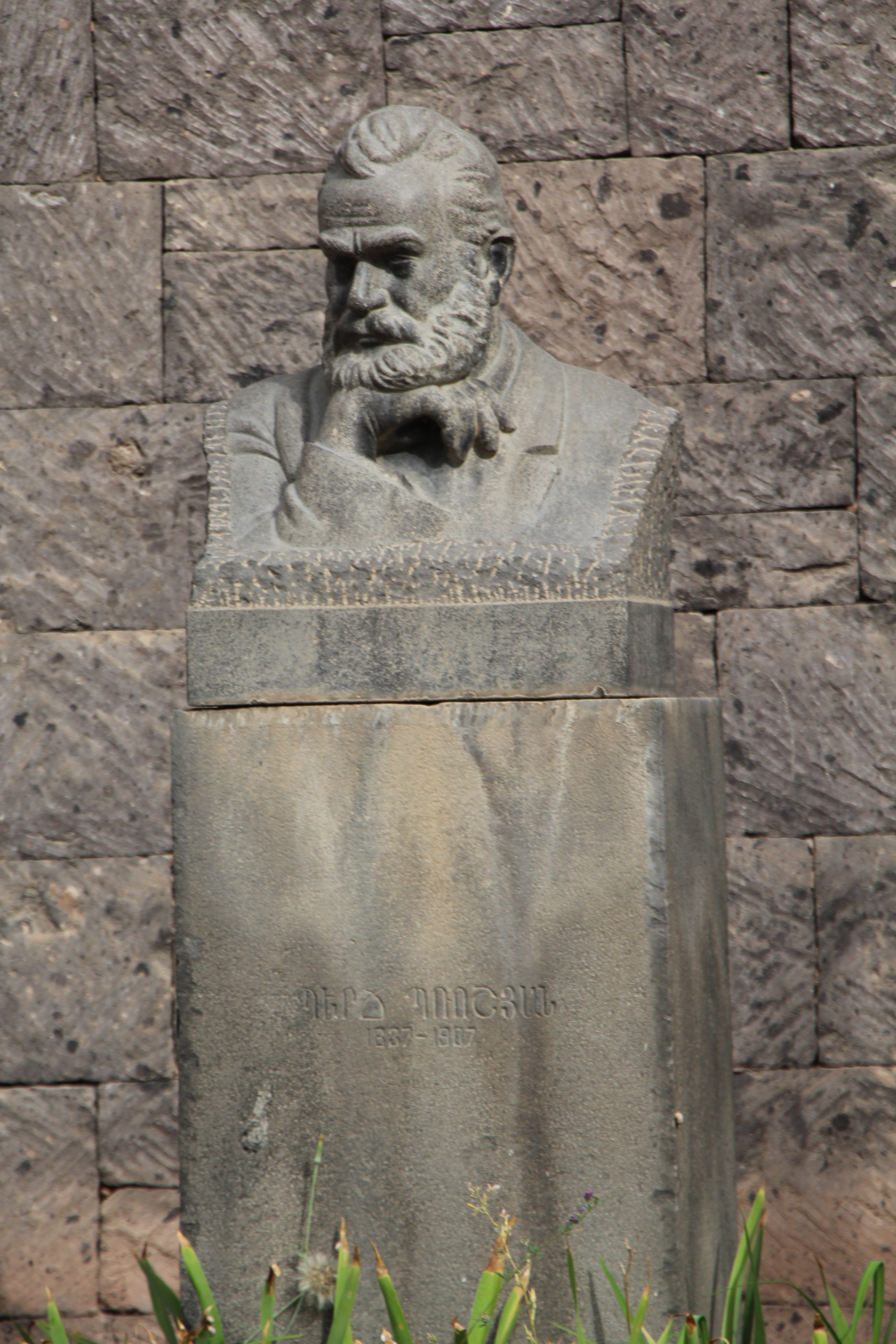
Бюст Перча Прошяна